# Sing Loud, Sing Proud!
Sing Loud, Sing Proud! er det tredje studiealbum fra det amerikanske punk rockband Dropkick Murphys, der komme fra Boston. Inden albummet blev udgivet i 2001 havde gruppens hidtidige guitarist Rick Barton forladt bandet. Han annoncerede, at hans efterfølger blev James Lynch fra punkband The Ducky Boys, der ligesom Dropkick Murphys kommer fra Boston. Ligesom Lynch rekrutterede bandet også den 17-årige Marc "The Kid" Orrell på lead guitar (han er også selvlært harmonikaspiller). Ligeledes blev Robbie Mederios fbedre kendt som Spicy McHaggis) som sækkepibespiller, og Ryan Foltz på både mandolin og tin whistle.
Der blev lavet musikvideoer til "The Spicy McHaggis Jig", "The Gauntlet" og "The Wild Rover".

## Indspilning
Albummet havde en helt ny sammensætning af Dropkick Murphys i forhold til de forrige udgivelser. Rick Barton, der var med til at grundlægge bandet, havde forladt dem under indspilningen af albummet, selvom han var med på tre af numrene. Guitaristen James Lynch kom med i bandet kort efter Bartons afgang, mens den kun 17-årige Marc Orrell også kom med i gruppen. Den nye sammensætning blev afsluttet med mandolinspilleren Ryan Foltz og sækkepibespilleren Spicy McHaggis, som også medvirkede på dette album.
Albummet indeholder et samarbejde med Shane MacGowan, der er forsanger i The Pogues, og Colin McFaull fra Cock Sparrer og en opdateret udgave af den gamle Dropkick Murphys-sang "Caps And Bottles". "The Legend of Finn MacCumhail" blev tidligere udgivet på bandets single "Curse of a Fallen Soul" fra 1988 og blev spillet på The Gang's All Here tour. Derudover inkluderer det coverversioner af "The Rocky Road to Dublin" og "The Wild Rover", samt en udgave af Boston College kampsang "For Boston".

## Modtagelse
Allmusic gave Sing Loud, Sing Proud! a score of three stars out of five, and called it "a decent addition to the band's album roster."
Punknews.org gav albummet fire ud af fem stjerner og skrev om albummet at det "blander lyden af 'Do or Die' og 'The Gang's All Here,'" og at "Murphys evner blander folkemusik med deres street punk-lyd, uden at miste attituden og energien fra sidstnævnte. Dette adskiller bandet fra lignende grupper som Flogging Molly."

## Cover-illustration
Gavlmaleriet på coveret er en virkelig gavl i South Boston på hjørne af West Broadway og C Streets. Maleriet blev malet af Tricia O'Neill og hendes far Patrick O'Neill i løbet af sommeren 2000. Tricia blev hyret af Ken Casey og hans kone. Deres forhold fortsatte og Pat blev brugt på videoen til "Walk Away" og Tricia udførte også illustrationen på Blackout-albummets cover og ligeledes billederne i coversheetet. Gavlmaleriet er en af de sidste gavlmalerier i South Boston, da stort set alle andre er blevet malet over.

## Spor
Alle sange er skrevet af Al Barr, Ken Casey og Matt Kelly, medmindre andet er noteret.
1. "For Boston" (T.J. Hurley) – 1:33
2. "The Legend of Finn MacCumhail" – 2:15
3. "Which Side Are You On?" (Florence Reece) – 2:28
4. "The Rocky Road to Dublin" (Traditional) – 2:37
5. "Heroes from Our Past" – 3:31
6. "Forever" – 3:08
7. "The Gauntlet" – 2:49
8. "Good Rats" – 3:03
9. "The New American Way" – 3:32
10. "The Torch" – 3:17
11. "The Fortunes of War" – 2:43
12. "A Few Good Men" – 2:36
13. "Ramble and Roll" – 1:59
14. "Caps and Bottles" (Casey) – 2:41
15. "The Wild Rover" (Traditionel) – 3:25
16. "The Spicy McHaggis Jig" – 3:27

## Personel
Dropkick Murphys:
- Al Barr – Vokal
- Rick Barton - guitarer på "The Torch", "The New American Way" og "Fortunes of War" (oprindelige guitarist der forlod bandet under indspilningerne)
- Ken Casey – basguitar, vokal
- Matt Kelly – trommer, bodhran, vokal
- James Lynch – guitar, vokal
- Marc Orrell – guitar, harmonika, vokal
- Ryan Foltz – mandolin, tin whistle, dulcimer
- Spicy McHaggis – sækkepibe på "The Spicy McHaggis Jig" (også krediteret som "excessive smoking and under-aged drinking" i albumnoterne)

Yderligere personel:
- Shane MacGowan – vokaler på "Good Rats"
- Colin McFaull – vokaler på "Fortunes of War"
- Desi Queally – vokaler på "Rocky Road to Dublin"
- Joe Delaney – sækkepibe "Heroes of Our Past" and "For Boston"
- Brian Queally – tinwhistle på "Rocky Road to Dublin"
- Johnny Cunningham – mandolin på "Good Rats"
- Andreas Kelly – harmonika på "The Torch"
- Zack Brines – klaver på "Ramble and Roll"
- Carl Kelly – uilleann pipes på "Forever"
- Jim Siegal – lydingeniør